# Young Blood (The Naked and Famous)
Young Blood è un singolo del gruppo musicale neozelandese The Naked and Famous, pubblicato il 7 giugno 2010, estratto dall'album Passive Me, Aggressive You.

## Tracce
1. Young Blood (Radio Edit) – 3:34
2. Young Blood (Chiddy Bang Remix) – 3:32

## Uso nei media
Il brano è stato usato come colonna sonora negli spot pubblicitari Canon.